# Rhagapodemus
Rhagapodemus — вимерлий рід житників (Apodemini) з періодів міоцену до плейстоцену. Більшість видів відомі з європейських місцевостей, хоча R. debruijni — з Індії.

## Таксономія
Rhagapodemus був у тісному спорідненні з мишами з роду Apodemus. Один вид, R. minor, вважається предком іншого вимерлого роду, Rhagamys, який був ендеміком Сардинії та Корсики до кінця плейстоцену.